# Гдинк
Гдинк (рос. Гдынк) — село Ахтинського району, Дагестану Росії. Входить до складу муніципального утворення Сільрада Сільрада «Ахтынский».
Населення — 400 (2010).

## Населення
За даними перепису населення 2002 року в селі мешкало 266 осіб. У тому числі 117 (43,98 %) чоловіків та 149 (56,02 %) жінок.
Переважна більшість мешканців — лезгини (100 % від усіх мешканців). У селі переважає лезгинська мова.